# Tomasz Mikulski
Tomasz Mikulski (ur. 21 czerwca 1968) – polski sędzia piłkarski (Lubelski ZPN) Ekstraklasy i międzynarodowy (licencja FIFA od 1995), obserwator PZPN.
Z zawodu jest lekarzem internistą i kardiologiem. Od 1994 roku był sędzią Ekstraklasy, od 1995 – sędzią międzynarodowym FIFA.
Od 2009 roku rekordzista Ekstraklasy pod względem liczby sędziowanych meczów.
W 2010 roku zakończył karierę sędziowską; w 2011 roku został obserwatorem PZPN. Od stycznia do maja 2012 roku był członkiem zarządu Kolegium Sędziów PZPN. We wrześniu 2021 został Przewodniczącym Kolegium Sędziów PZPN, którą to funkcję pełnił do czerwca 2025.